# Verteidigungsministerium der Republik Moldau
Das Verteidigungsministerium der Republik Moldau (Ministerul Apărării al Republicii Moldova) ist eines der vierzehn Ministerien der Regierung Moldaus und die zentrale Exekutivbehörde für die Verwaltung der Streitkräfte des Landes. Es wurde am 5. Februar 1992 gegründet und hat seinen Hauptsitz in der Hauptstadt Chișinău, in der Șoseaua Hîncești Nr. 841.

## Geschichte
Vor der Gründung des modernen Verteidigungsministeriums war die Verteidigungspolitik während der Zeit der Moldauischen Demokratischen Republik (1917–1918) durch den Generaldirektor für die Streitkräfte geregelt, der Mitglied des Rates der Generaldirektoren war. Während der Zeit der Bessarabischen Sozialistischen Sowjetrepublik war Boris Gumpert als Volkskommissar für Krieg tätig. Die militärische Verwaltung lag danach bei den Sowjetischen Streitkräften, insbesondere dem Militärbezirk Odessa, der für die Moldauische Sozialistische Sowjetrepublik zuständig war.
Das Verteidigungsministerium wurde offiziell am 5. Februar 1992 gegründet, kurz nach der Unabhängigkeitserklärung Moldaus. Die offizielle Flagge des Ministeriums wurde durch ein Dekret des Präsidenten am 17. Juni 2014 eingeführt.

## Aufgaben und Funktionen
Das Verteidigungsministerium ist verantwortlich für die Organisation und Kontrolle der Nationalarmee Moldaus sowie für die Umsetzung der militärischen Politik des Präsidenten und der Regierung. Zu den Hauptaufgaben gehören:
- Verwaltung und Kontrolle über militärische Operationen und Einrichtungen
- Entwicklung von Kommunikations- und Transportsystemen
- Ausstattung und Modernisierung der Streitkräfte
- Verwaltung von Militärakademien und Unterstützung von pensionierten Militärangehörigen
- Zusammenarbeit mit ausländischen Verteidigungsministerien

## Organisation

### Leitung
Die Führung des Verteidigungsministeriums besteht aus dem Verteidigungsminister, dem Generalstabschef, dem Generalsekretär sowie mehreren Staatssekretären. Der derzeitige Verteidigungsminister ist Anatolie Nosatîi, während Brigadegeneral Vitalie Micov als Chef des Generalstabs fungiert.

### Struktur
Das Ministerium umfasst verschiedene Abteilungen und untergeordnete Institutionen, darunter:
- das Zentrum für Militärgeschichte und Kultur
- Zentraler Armeesportclub
- Militärische Medienzentren
- Medizinische Einrichtungen wie das Zentrale Militärhospital
- Militärmusikdienste, einschließlich mehrerer Militärkapellen

Die Musikdienste folgen den Traditionen russischer und rumänischer Militärkapellen und nehmen seit 1997 an internationalen Festivals teil.

### Generalstab
Der Generalstab ist in verschiedene Direktorate unterteilt, darunter Personalmanagement (J1), Operationsleitung (J3), Logistik (J4), strategische Planung (J5) sowie Kommunikation und Informationssysteme (J6).

## Verbindung zu den Streitkräften
Das Verteidigungsministerium ist eng mit den moldauischen Streitkräften verbunden, die aus Landstreitkräften und Luftstreitkräften bestehen. Die Streitkräfte umfassen etwa 5.150 aktive Soldaten sowie rund 58.000 Reservisten. Die Wehrpflicht dauert zwölf Monate, wobei das wehrtaugliche Alter zwischen 18 und 27 Jahren liegt.
Moldau beteiligt sich an internationalen Missionen wie MINUSCA, EUTM Mali, KFOR und UNMISS im Rahmen von Kooperationen mit den Vereinten Nationen, der NATO und der Europäischen Union.

## Liste der Verteidigungsminister der Republik Moldau
Die folgende Tabelle enthält alle Verteidigungsminister Moldaus seit der Unabhängigkeit des Landes im Jahr 1991:
|    | Name                      | Amtsantritt         | Amtsende           | Regierung(en)             |
| -- | ------------------------- | ------------------- | ------------------ | ------------------------- |
| 1  | Ion Costaș (1944–)        | 5. Februar 1992     | 29. Juli 1992      | Muravschi, Sangheli I     |
| 2  | Pavel Creangă (1933–2004) | 29. Juli 1992       | 24. Januar 1997    | Sangheli I–II             |
| 3  | Valeriu Pașat (1958–)     | 24. Januar 1997     | 11. Mai 1999       | Ciubuc I–II, Sturza       |
| 4  | Boris Gămurari (1946–)    | 11. Mai 1999        | 19. April 2001     | Sturza, Braghiș           |
| 5  | Victor Gaiciuc (1957–)    | 19. April 2001      | 15. Oktober 2004   | Tarlev I                  |
| 6  | Valeriu Pleșca (1958–)    | 29. Dezember 2004   | 11. Juni 2007      | Tarlev I–II               |
| 7  | Vitalie Vrabie (1964–)    | 16. Juli 2007       | 25. September 2009 | Tarlev II, Greceanîi I–II |
| 8  | Vitalie Marinuța (1970–)  | 25. September 2009  | 27. Februar 2014   | Filat I–II, Leancă        |
| 9  | Valeriu Troenco (1957–)   | 5. April 2014       | 18. Februar 2015   | Leancă                    |
| 10 | Viorel Cibotaru (1958–)   | 18. Februar 2015    | 30. Juli 2015      | Gaburici                  |
| 11 | Anatol Șalaru (1962–)     | 30. Juli 2015       | 27. Dezember 2016  | Streleț, Filip            |
| 12 | Eugen Sturza (1984–)      | 24. Oktober 2017    | 8. Juni 2019       | Filip                     |
| 13 | Pavel Voicu (1973–)       | 8. Juni 2019        | 14. November 2019  | Sandu                     |
| 14 | Victor Gaiciuc (1957–)    | 14. November 2019   | 16. März 2020      | Chicu                     |
| 15 | Alexandru Pînzari (1973–) | 16. März 2020       | 9. November 2020   | –                         |
| 16 | Victor Gaiciuc (1957–)    | 9. November 2020    | 6. August 2021     | –                         |
| 17 | Anatolie Nosatîi (1972–)  | seit 6. August 2021 | amtierend          | Gavrilița, Recean         |